# Pont des Belles Fontaines
Le pont des Belles Fontaines est un pont datant du XVIIIe siècle (travaux commencés en 1724 et achevés en 1728), construit à Juvisy-sur-Orge afin de prolonger la route royale devenue aujourd'hui la Nationale 7 (avenue de la Cour de France à Juvisy-sur-Orge). Il permet à la Nationale 7 de passer au-dessus de l'Orge et du RER C.
Le pont est classé monument historique en 1914.

## Position

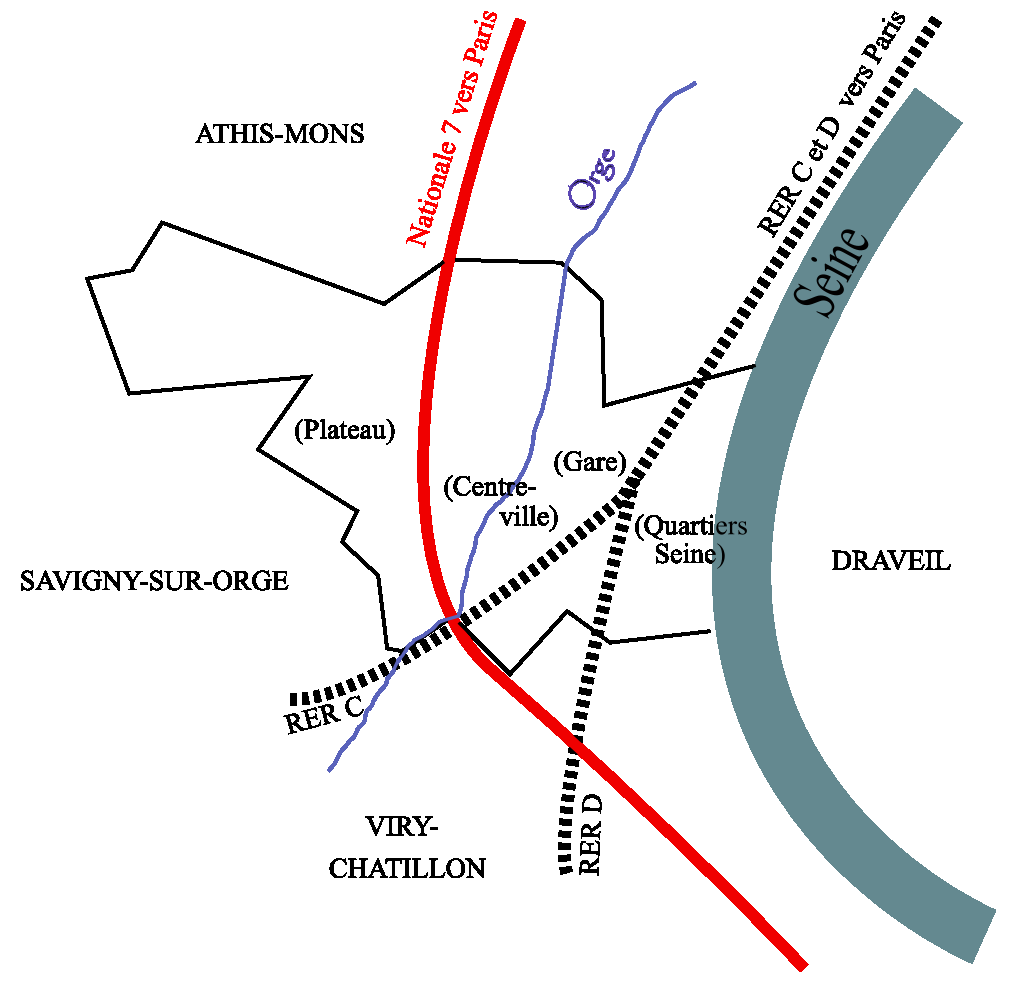
Le Pont des Belles Fontaines correspond à l'intersection de la Nationale 7, de l'Orge et de la ligne du RER C direction Dourdan/Étampes.

L'ancienne voie romaine, la via romana des plateaux, quitte à Juvisy le plateau surplombant la Seine et l'Orge : devenue aujourd'hui la Nationale 7, elle accuse une pente en courbe avant de traverser l'Orge grâce au Pont des Belles Fontaines, puis elle s'engage dans la plaine de la Seine en traversant Viry-Châtillon.

## Structure
Le pont est constitué de plusieurs arches, dont une seule enjambe l'Orge. Les autres arches enjambent soit un terrain vague, soit la ligne du RER C.
Des arches parallèles sont construites dès l'origine pour renforcer les remblais.

## Histoire
Appelé à l'origine le Pont du roy, l'ouvrage est terminé en 1728. Quatre personnes sont intervenues dans la conception et la réalisation de cet ouvrage. Le frère dominicain, architecte et ingénieur, doyen du Corps des ponts et chaussées, François Romain, est intervenu pendant les études préliminaires dans les années 1714-1715. Le financement de la construction est assuré par Jean-François Mignot, trésorier général des finances, grand voyer, commissaire de Sa Majesté pour les ponts et chaussées de la généralité de Paris depuis le 2 janvier 1722. Le contrôle de l'exécution est effectué par Jacques de La Guépière, nommé inspecteur des ponts et chaussées le 4 février 1716. La construction du pont est réalisée par l'entrepreneur Claude Bonneau, architecte des bâtiments du roi, qui a emporté les marchés de l'ouvrage en 1724 et 1728.
Ayant découvert plusieurs sources à cet endroit, deux fontaines monumentales sont commandées, avec l'approbation de Louis XV qui les considère comme des trophées en son honneur. La nature est en effet, depuis Louis XIV, un élément fondamental de l'ornementation royale : il symbolise le pouvoir du roi sur la nature longtemps ressentie comme élément indomptable par l'homme.
La découverte des sources aurait contribué à l'arrêt des travaux. Sculptées par des artistes de l’Académie, les deux fontaines donnèrent leur nom au pont  : le pont des Belles Fontaines.
Les fontaines permettaient aussi de faire boire les chevaux des cochers et cavaliers.
En 1970, la Nationale 7 est élargie : les deux fontaines doivent être déplacées. Elles sont réinstallées dans le parc de la mairie de Juvisy.

## Galerie

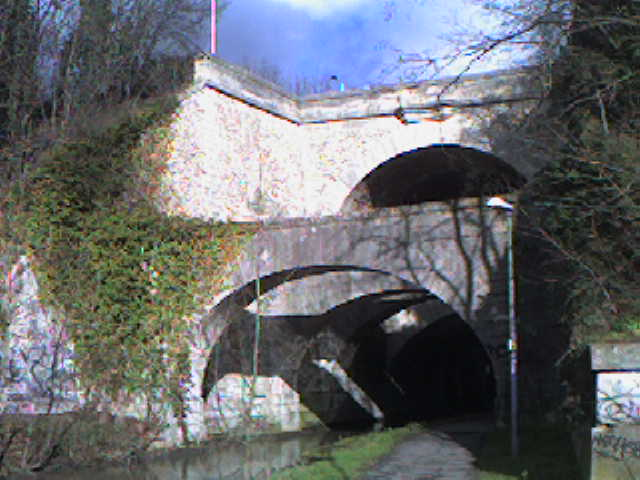
Le Pont, vue rapprochée.
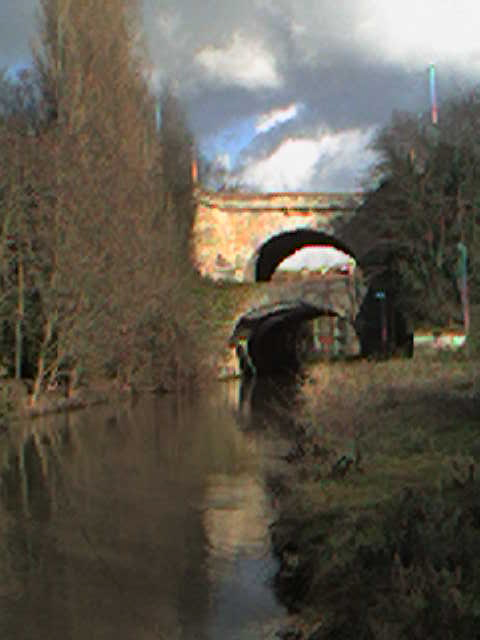
L'Orge et le Pont des Belles Fontaines